# Ototoxicitet
Ototoxicitet är egenskapen att vara giftig för örat (oto-), speciellt snäckan eller hörselnerven och ibland det vestibulära systemet, till exempel som en biverkning av ett läkemedel. Effekterna av ototoxicitet kan vara reversibla och tillfälliga, eller irreversibla och permanenta.

## Bakgrund
Ototoxitet har erkänts sedan 1800-talet. Det finns många välkända ototoxiska läkemedel som används i kliniska situationer, och de skrivs ut, trots risken för hörselproblem, för mycket allvarliga hälsotillstånd.
Ototoxiska läkemedel inkluderar antibiotika (som gentamicin, streptomycin, tobramycin), loopdiuretika (som furosemid) och platinabaserade kemoterapimedel (som cisplatin och karboplatin). Ett antal icke-steroida antiinflammatoriska läkemedel (NSAID) har också visat sig vara ototoxiska. Detta kan resultera i sensorineural hörselnedsättning, dysbalans eller båda. Vissa miljö- och arbetskemikalier har också visat sig påverka hörselsystemet och interagera med buller.